# Урнеш
Урнеш (нім. Urnäsch) — громада  в Швейцарії в кантоні Аппенцелль-Ауссерроден, округ Гінтерланд.

## Географія
Громада розташована на відстані близько 145 км на схід від Берна, 8 км на південь від Герізау.
Урнеш має площу 48,2 км², з яких на 3,4% дозволяється будівництво (житлове та будівництво доріг), 53% використовуються в сільськогосподарських цілях, 42,1% зайнято лісами, 1,4% не є продуктивними (річки, льодовики або гори).

## Демографія
2019 року в громаді мешкало 2272 особи (+0,1% порівняно з 2010 роком), іноземців було 11,1%. Густота населення становила 47 осіб/км².
За віковим діапазоном населення розподілялося таким чином: 22,2% — особи молодші 20 років, 58,2% — особи у віці 20—64 років, 19,6% — особи у віці 65 років та старші. Було 952 помешкань (у середньому 2,4 особи в помешканні).
Із загальної кількості 1093 працюючих 213 було зайнятих в первинному секторі, 294 — в обробній промисловості, 586 — в галузі послуг.